# Hoogspanningsnet

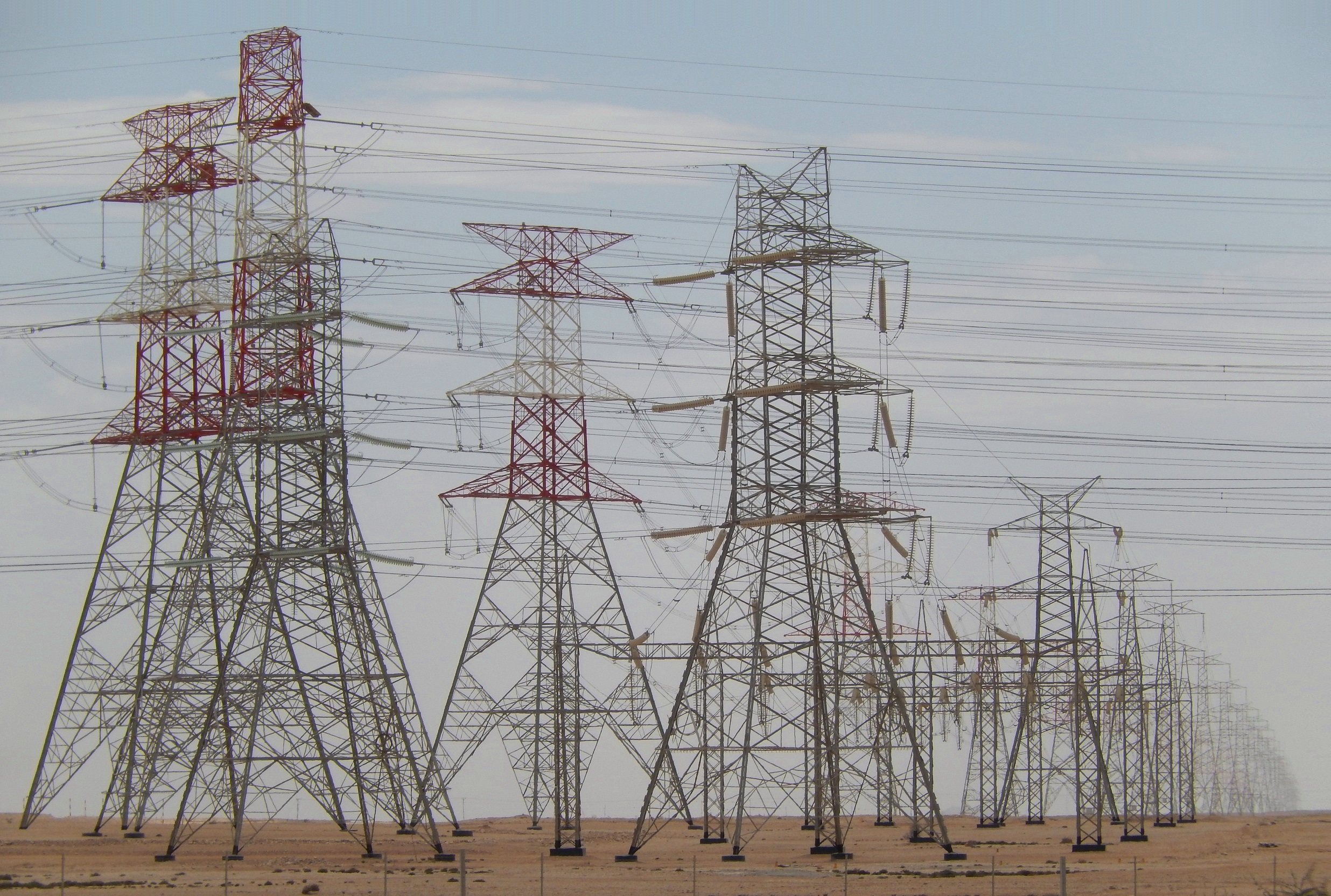
Hoogspanningslijnen in Qatar

Een hoogspanningsnet of koppelnet is een netwerk van elektriciteitslijnen waarmee elektriciteit onder hoge spanning wordt getransporteerd. Het transport verloopt doorgaans bovengronds door middel van geleiders opgehangen aan hoogspanningsmasten, maar op bepaalde plaatsen worden ook ondergrondse kabels gebruikt, bijvoorbeeld door natuurgebieden of stedelijke gebieden. Er bestaan ook onderzeekabels op of in de zeebodem.
Het hoogspanningsnet wordt ook koppelnet of hoogspanningskoppelnet genoemd, omdat het elektriciteitscentrales met elkaar verbindt en bijvoorbeeld het Nederlandse net koppelt aan overeenkomstige netten in buurlanden. De elektriciteitslijnen van het hoogspanningsnet lopen van een elektriciteitscentrale naar een verdeelstation en daarna naar een distributienetwerk. Waar netwerken aan elkaar worden gekoppeld bevinden zich de onderstations, waar de spanning naar een lagere waarde wordt getransformeerd. Dit gebeurt door transformatoren. De spanning in het hoogspanningsnet wordt in kilovolt (kV) aangegeven.
Doorgaans duidt men met hoogspanningsnet een netwerk aan dat gebruik maakt van spanningen van ten minste enkele tientallen kilovolt, 110-380 kilovolt in Nederland en 70-380 kilovolt in België. De onderliggende netwerken met lagere spanningen van 1-25 kV noemt men dan het middenspanningsnet. Onder 1000 volt is er sprake van het laagspanningsnet of lichtnet.

## Geschiedenis
Het eerste transport van driefasen wisselstroom met hoogspanning vond plaats tijdens de Internationale Elektrotechnische Tentoonstelling van 1891 in Frankfurt am Main. Een 25 kV bovengronds aangelegde hoogspanningslijn van 175 kilometer verbond Lauffen am Neckar met het tentoonstellingsterrein in Frankfurt.

## Voordeel hoogspanning
Het voordeel van energietransport onder hoogspanning is een hogere transportcapaciteit en een lager transportverlies. Bij transport van hetzelfde vermogen is bij een 10 keer zo hoge spanning de stroomsterkte een tiende, waardoor de geleiders dunner kunnen zijn of waardoor bij gelijke dikte van de geleider de verliezen in het net een honderdste zijn. De verliezen in een geleider als gevolg van de opwekking van warmte zijn namelijk afhankelijk van de weerstand van de geleider {\displaystyle R} en de stroomsterkte {\displaystyle I}. De weerstand van een kabel is vervolgens weer afhankelijk van zijn lengte, zijn diameter en uiteraard van het materiaal. Om dezelfde hoeveelheid energie per tijdseenheid te transporteren kan men de stroomsterkte laten afnemen door de spanning omhoog te brengen. Het vermogen {\displaystyle W} is het product van de spanning {\displaystyle U} en de stroomsterkte {\displaystyle I}.
{\displaystyle W=U\cdot I}
Als er stroom door een geleider loopt, wordt er warmte gegenereerd en ontstaat er een potentiaalverschil: de spanning ten opzichte van aarde aan het begin van de geleider is hoger dan die aan het einde. Volgens de wet van Joule is de hoeveelheid getransporteerde energie {\displaystyle E} afhankelijk van de stroomsterkte {\displaystyle I}, de weerstand van de geleider {\displaystyle R} en de tijd {\displaystyle t}:
{\displaystyle E=I^{2}\cdot R\cdot t}
Het energieverlies hangt van de stroom door de geleider af en niet van de spanning die er op staat. De invloed van de stroomsterkte blijkt uit bovenstaande formule, dus is het van belang deze waarde zo laag mogelijk te houden.
Omdat wisselstroom de eigenschap heeft dat de spanning eenvoudig is om te zetten ofwel te transformeren, is er na de uitvinding van de elektriciteit snel gekozen voor netwerken op basis van wisselspanning, om transport tussen de elektriciteitscentrale en de eindgebruiker zo efficiënt mogelijk te maken. Voor transmissie van grote vermogens over lange afstanden is na de opkomst van vermogenselektronica gelijkstroom, dus hoogspanningsgelijkstroom weer belangrijk geworden. Doordat bij gelijkstroom het skineffect niet optreedt, is er minder transportverlies. Hoogspanningsgelijkstroom wordt meestal afgekort tot HVDC.

## Opbouw van het net
Hoogspanningsnetten in Nederland en België verschillen van elkaar. Nederland en België maken deel uit van het internationale net Entso-e.

### Nederland

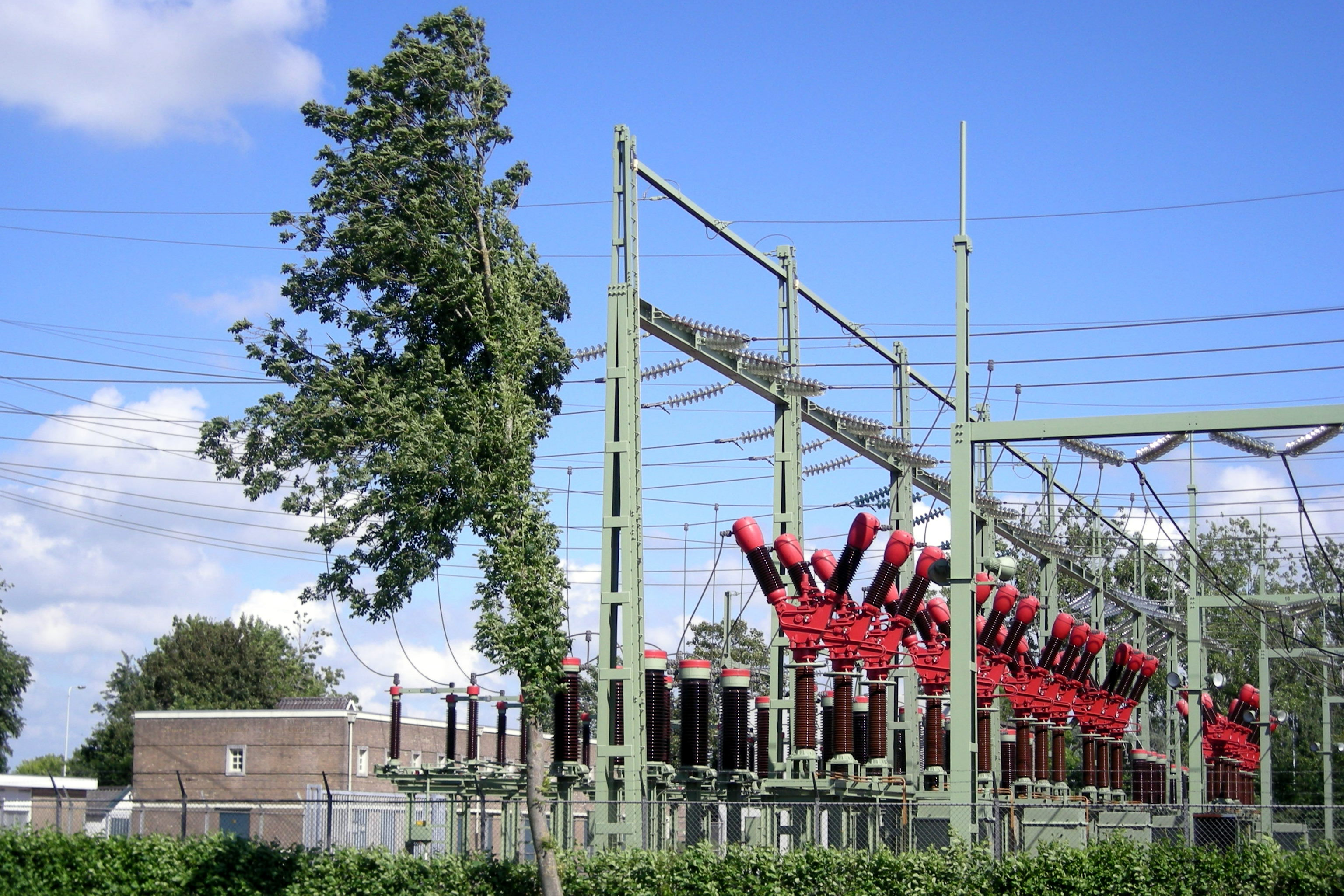
110kV-onderstation te Bolsward

De eerste koppeling tussen twee elektriciteitscentrales in Nederland was tussen Rotterdam en Den Haag. Dit gebeurde door middel van een ondergrondse oliegevulde hoogspanningskabel, door oliedrukkabels. Om de oliedruk op peil te houden en te bewaken, bevonden zich op verschillende punten gebouwtjes met meetapparatuur en expansievaten. Langs de A13 staan nog twee van die gebouwtjes, die de status van industrieel erfgoed hebben. De olie zorgt, samen met papierwikkelingen om de geleiders, voor de isolatie.
Het hoogspanningsnet in Nederland is opgebouwd uit:
- Het landelijk koppelnet van 380 kV, maar 220 kV in Noord-Oost Nederland: dit netwerk verbindt alle grote elektriciteitscentrales in Nederland met elkaar en met het buitenland.
- Het 150kV-net, maar 110 kV in Noord-Oost Nederland

Historisch gezien waren de 110kV- en 150kV-netten de hoofdaders van de toen nog provinciale elektriciteitsmaatschappijen. De lagere spanningen werden gebruikt voor regionale distributie of verzorging van gebieden met weinig vraag. Het koppelnet was bedoeld om een betere verdeling te kunnen maken tussen productiecapaciteit en vraag. Met de privatisering en herstructurering van de elektriciteitsmarkt is deze functie nog belangrijker geworden. Er zijn gebieden in Nederland waar de spanning van 150 kV of 110 kV rechtstreeks naar 20 kV of 10 kV wordt omgezet.
Het koppelnet is vrijwel geheel bovengronds. In Zuid-Holland wordt als experiment 20 km ondergrondse hoogspanningskabel van 380 kV aangelegd. Volgens onderzoekers van de TU Delft is het mogelijk die lengte aan leidingen ondergronds te brengen zonder de leveringszekerheid in gevaar te brengen. De 150kV- en 110kV-netten bestaan uit zowel bovengrondse lijnen als ondergrondse kabels.

#### Verbindingen
- Het Nederlandse hoogspanningsnet ligt over de NorNed-kabel verbonden met het hoogspanningsnet van Noorwegen. Dit is vooral van belang voor buffering. Bij tekort op het Nederlands hoogspanningsnet, kan Nederland elektriciteit betrekken van de waterkrachtcentrales in Noorwegen. Bij overschot aan elektriciteit op het Nederlands hoogspanningsnet, kan Nederland het overschot kwijt aan Noorwegen om water weer omhoog in hun stuwmeren te pompen.
- Het hoogspanningsnet is ook met het hoogspanningsnet van Duitsland verbonden. Zo kan Nederland tekorten of overschotten van vooral windenergie uitwisselen met Duitsland. Anno 2020 wordt gewerkt aan de totstandkoming van een nieuwe 380kV-verbinding tussen Doetinchem en Wezel.[2]
- Het hoogspanningsnet ligt over de BritNed-kabel verbonden met het hoogspanningsnet in Groot-Brittannië.
- Het hoogspanningsnet is in 2019 via de COBRA-kabel verbonden met het hoogspanningsnet in Denemarken.

#### 50kV-net
Het 50.000 volt-net, ook wel het tussenspanningsnet genoemd ligt tussen het hoogspanningsnet en het middenspanningsnet in. Het vervult gedeeltelijk de rol van regionaal transport van elektriciteit en dient gedeeltelijk voor regionale distributie. Het  maakte in het verleden deel van het bovengrondse hoogspanningsnet uit, maar is geheel in beheer bij de regionale netbeheerders. Het ligt vrijwel geheel ondergronds, hoewel er met name in de Gelderse Vallei, in de zuidelijke delen van Zuid-Holland en in Zeeland nog enkele verbindingen bovengronds zijn. Bijna alle bovengrondse 50kV-lijnen zijn van vóór 1960, maar de meeste zijn inmiddels door ondergrondse kabelverbindingen vervangen.

#### Middenspanningsnet
Het 10kV-net, ook wel het middenspanningsnet genoemd, wordt doorgaans niet onder het hoogspanningsnet gerekend. Dit 10kV-net voedt de transformatorhuisjes, waar de spanning wordt getransformeerd naar laagspanning. Dat kan het lichtnet van 230 volt zijn, 400 volt krachtstroom of 690 volt industriespanning.

### België

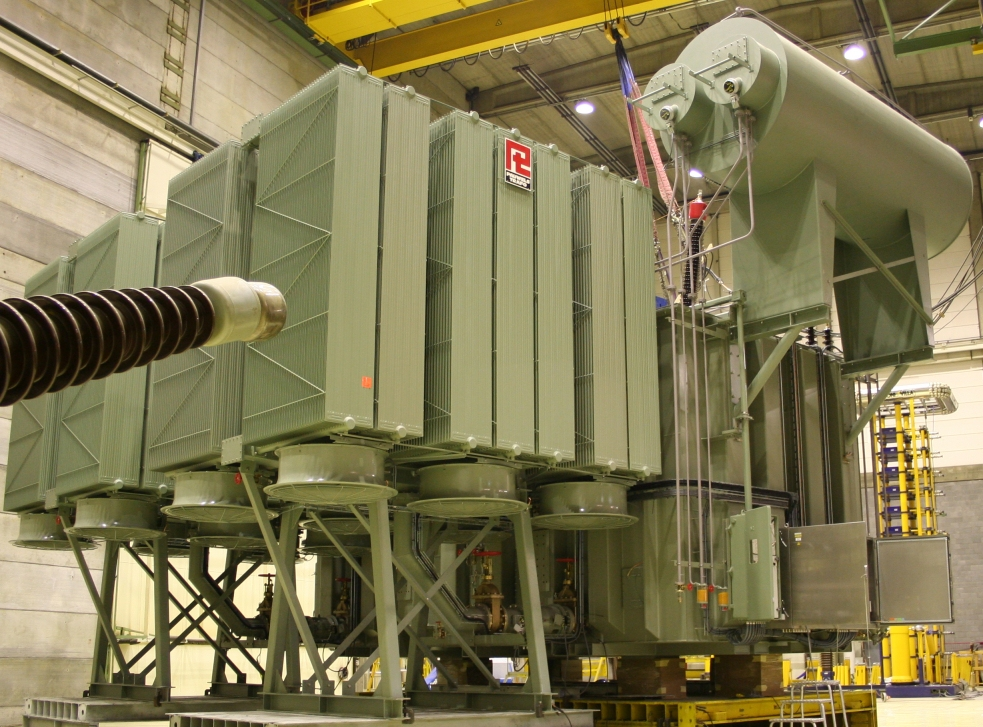
Dwarsregeltransformator te Monceau-sur-Sambre

Het hoogspanningsnet in België is opgebouwd uit:
- het landelijke koppelnet van 150 kV tot 380 kV en
- regionale netten van 30 kV, 36 kV & 70 kV.

Het Belgische hoogspanningsnet omvat 8276 km, daarvan is 5674 km bovengronds of zijn luchtlijnen en er ligt 2602 km aan ondergrondse kabels. Er zijn meer dan 800 hoogspanningsposten.
Langs de 380kV-lijnen verlopen de internationale transits en zijn de kerncentrales van Doel en Tihange en de spaarbekkencentrale van Coo aangesloten. Het Belgische hoogspanningsnet is in Monceau-sur-Sambre door middel van een dwarsregeltransformator van 400 MVA aan het Franse hoogspanningsnet en de kerncentrale van Chooz gekoppeld. Er zijn ook vanuit Avelgem twee andere lijnen met aansluiting op het Franse net in Avelin en Mastaing in gebruik. Het Belgische hoogspanningsnet is tussen Zandvliet en Rilland over een dwarsregeltransformator met het Nederlandse net gekoppeld. Een tweede, dubbele connectie ligt tussen Elia Van Eyck op de grens van Maaseik en Kinrooi en het Nederlandse Maasbracht. Met de kabel van de Nemo Link is het Belgische hoogspanningsnet van ELIA te Zeebrugge via een lijn voor hoogspanningsgelijkstroom met het Britse hoogspanningsnet van de National Grid te Richborough verbonden. Het ELIA project ALEGrO, van Aachen Liège Electric Grid Overlay, is op 9 november 2020 ingehuldigd, waarbij het Belgisch hoogspanningsnet te Lixhe bij Luik over een 400 kilovolt HVDC hoogspanningslijn met het Duitse hoogspanningsnet te Oberzier bij Aken is verbonden. Het binnenlandse 380-kV net omvat 1.452 km hoogspanningslijnen.
De verbindingen van 220 en 150 kV transporteren de elektriciteit naar belangrijke verbruikscentra en waarborgen het binnenlandse verkeer. De Belgische windmolenparken in de Noordzee zijn ook met 220kV-lijnen gekoppeld. Een uitzondering in de internationale transits is te Aubange bij het drielandenpunt België–Frankrijk–Luxemburg een koppeling met 220kV-lijnen zowel met Sanem als met Belval bij Esch-sur-Alzette in het Luxemburg als met Mont-Saint-Martin in Frankrijk. Het binnenlandse 220kV-net omvat 373 km hoogspanningslijnen.
De verdere verdeling naar de aansluitpunten van de netten van de distributiemaatschappijen verloopt grotendeels via verbindingen van 70 en 36 kV. Grote industriële verbruikers zijn rechtstreeks op het hoogspanningsnet aangesloten.

## Lijsten
- Lijst van onderstations in het extrahoogspanningsnet van de Benelux-landen

Draadslachtoffers - Driefasespanning - Dwarsregeltransformator - Elektriciteitscentrale - Hoogspanningsleiding - Hoogspanningsnet - Kortsluitingen in hoog- en laagspanningsnetten - Netbeheerder - Onderstation - Scheidingsschakelaar - Vermogenschakelaar - Vermogenstransformatorwikkeling - Vermogenstransformator